# Ain't My Fault
«Ain't My Fault» (en español: No Es Mi Culpa) es una canción interpretada por la cantante sueca Zara Larsson. Larsson la compuso junto a MNEK y Markus Sepehrmanesh; siendo Mike Spencer y MNEK los productores de esta. TEN, Epic y Sony lanzaron el sencillo oficial el 3 de septiembre de 2016, como el tercer sencillo de su segundo álbum de estudio So Good.

## Antecedentes y descripción
Zara Larsson compuso  el tema junto a MNEK y Markus Sepehrmanesh; siendo Mike Spencer y MNEK los productores de esta. Respecto a su composición, Larsson comentó en una entrevista con Shazam que «el tema habla sobre la relación entre un chico y una chica, y yo, básicamente le robo el novio y no es mi culpa de que yo sea mejor que ella». La intérprete añadió que el proceso de composición fue muy rápido y divertido junto a MNEK. Sin embargo, al estudio discográfico le había encantado el tema, pero a ellos y a Larsson no le convencía la idea de que cante el tema ya que su trama no representaba la imagen de la joven de 18 años. Así que cambió algunas partes de la letra de la canción para reflejar sus valores y expresó que «nunca estaría orgullosa de robarle el novio a otra chica y canta sobre ello, no respetaría mis principios».

## Recepción

### Comentarios de la crítica
Robbie Daw de Idolator declaró que «la canción posee una melodía atractiva y a la vez los tonos dulces y sombríos de "Never Forget You" y toma un poco del olor del sencillo más exitoso de Larsson, "Lush Life" y tiene sonidos de Rihanna en ella». Nolan Feeney de Entertainment Weekly llama a la canción como "atrevida".

## Formatos
- Descarga digital

| «Ain't My Fault» — Sencillo |                                     |          |  |
| N.º                         | Título                              | Duración |  |
| 1.                          | «Ain't My Fault»                    | 3:44     |  |
| 2.                          | «Ain't My Fault» (Lil Yachty Remix) | 3:59     |  |
| 3.                          | «Ain't My Fault» (R3hab Remix)      | 2:40     |  |

## Posicionamiento en listas
| Listas (2016)                             | Mejor posición |
| ----------------------------------------- | -------------- |
| Australia (ARIA)                          | 17             |
| Austria (Ö3 Austria Top 40)               | 20             |
| Bélgica (Flandes) (Ultratop 50)           | 26             |
| Bélgica (Valonia) (Ultratop 50)           | 44             |
| Canadá (Canadian Hot 100)                 | 46             |
| República Checa (Rádio Top 100)           | 35             |
| República Checa (Singles Digitál Top 100) | 21             |
| Dinamarca (Tracklisten)                   | 15             |
| Finlandia (OFC)                           | 13             |
| Francia (SNEP)                            | 109            |
| Alemania (Media Control AG)               | 16             |
| Hungría (Rádiós Top 40)                   | 32             |
| Indonesia (ASIRI)                         | 14             |
| Irlanda (IRMA)                            | 17             |
| Italia (FIMI)                             | 50             |
| Líbano (Lebanese Top 20)                  | 18             |
| Países Bajos (Dutch Top 40)               | 21             |
| Países Bajos (Mega Single Top 100)        | 28             |
| Nueva Zelanda (Recorded Music NZ)         | 19             |
| Noruega (VG-lista)                        | 8              |
| Polonia (Polish Airplay Top 100)          | 54             |
| Portugal (AFP)                            | 28             |
| Rumania (Media Forest)                    | 8              |
| Escocia (Scottish Singles Sales Chart)    | 12             |
| Eslovaquia (Rádio Top 100)                | 50             |
| Eslovaquia (Singles Digitál Top 100)      | 19             |
| España (Top 100 Canciones)                | 58             |
| Serbia (IFPI)                             | 2              |
| Suecia (Sverigetopplistan)                | 1              |
| Suiza (Schweizer Hitparade)               | 43             |
| Reino Unido (UK Singles Chart)            | 13             |
| Estados Unidos (Billboard Hot 100)        | 76             |
| Estados Unidos (Mainstream Top 40)        | 26             |

| Listas (2016)                     | Mejor posición |
| --------------------------------- | -------------- |
| Australia (ARIA)                  | 95             |
| Alemania (Official German Charts) | 89             |

## Certificaciones
| País           | Organismo certificador | Certificación | Ventas certificadas | Simbolización | Ref.   |
| -------------- | ---------------------- | ------------- | ------------------- | ------------- | ------ |
| Alemania       | BVMI                   | Oro           | 200 000             | ●             | [ 41 ] |
| Australia      | ARIA                   | 2× Platino    | 140 000             | ▲             | [ 42 ] |
| Bélgica        | BEA                    | Oro           | 15 000              | ●             | [ 43 ] |
| Brasil         | Pro-Música Brasil      | 2× Platino    | 80 000              | ▲             | [ 44 ] |
| Canadá         | Music Canada           | Platino       | 80 000              | ▲             | [ 45 ] |
| Dinamarca      | IFPI Dinamarca         | Platino       | 90 000              | ▲             | [ 46 ] |
| Estados Unidos | RIAA                   | Platino       | 1 000 000           | ▲             | [ 47 ] |
| Francia        | SNEP                   | Oro           | 66 666              | ●             | [ 48 ] |
| Italia         | FIMI                   | Platino       | 50 000              | ▲             | [ 49 ] |
| México         | AMPROFON               | Oro           | 30 000              | ●             | [ 50 ] |
| Noruega        | IFPI Noruega           | 2× Platino    | 80 000              | ▲             | [ 51 ] |
| Nueva Zelanda  | RMNZ                   | Oro           | 15 000              | ●             | [ 52 ] |
| Polonia        | ZPAV                   | Platino       | 20 000              | ▲             | [ 53 ] |
| Reino Unido    | BPI                    | Platino       | 600 000             | ▲             | [ 54 ] |
| Suecia         | GLF                    | 3× Platino    | 120 000             | ▲             | [ 55 ] |
| Suiza          | IFPI                   | Oro           | 10 000              | ●             | [ 56 ] |

## Historial de lanzamientos
| Región         | Fecha                    | Formato                       | Discográfica      | Ref.   |
| -------------- | ------------------------ | ----------------------------- | ----------------- | ------ |
|                | 2 de septiembre de 2016  | Descarga digital              | TEN · Epic · Sony | [ 57 ] |
| Estados Unidos | 20 de septiembre de 2016 | Hit Contemporáneo de la radio | Epic              | [ 58 ] |